# Lichos
Lichos település Franciaországban, Pyrénées-Atlantiques megyében. Lakosainak száma 133 fő (2022. január 1.). Lichos Aroue-Ithorots-Olhaïby, Charre, Charritte-de-Bas és Nabas községekkel határos.

## Népesség
A település népességének változása:
| Lakosok száma | 139  | 137  | 135  | 134  | 135  | 136  | 138  | 133  |
|               | 2013 | 2015 | 2017 | 2018 | 2019 | 2020 | 2021 | 2022 |